# Rhodospatha latifolia
Rhodospatha latifolia — вид квіткових рослин із родини кліщинцевих (Araceae), роду Rhaphidophora. Це ліана, рідним ареалом якої є Болівія, Бразилія, Колумбія, Еквадор, Французька Гвіана, Гаяна, Перу, Тринідад і Тобаго, Венесуела.